# Earl of Pembroke
L'Earl of Pembroke est l'un des derniers navires à coque bois construit en Suède. Lancé en 1948 et rénovée dès 1994 pour les besoins du cinéma.

## Histoire
Ce voilier a d'abord navigué sous le nom d’Orion, pendant plus de 25 ans, en mer Baltique et sur la côte orientale des îles Britanniques, comme caboteur, transportant principalement du bois. 
En 1974, il est laissé à l'abandon d Thisted, un petit port du Danemark. 
Repéré en 1979, il est racheté par le milliardaire anglais Robin Davies, sous couvert de sa société d'armement. Après 9 ans de mise en chantier cette goélette est réaménagée en trois-mâts barque de style XVIIIe siècle, pour des besoins cinématographiques.
Il fait partie de la Square Sail Fleet qui possédait alors le Kaskelot et le Phoenix. Cette flotte a été soigneusement reconstituée pour servir lors de tournages de films.
Le voilier navigue depuis 1994 sous le nom d’Earl of Pembroke et a tenu l'affiche de plus d'une dizaine de productions cinématographiques ou télévisuelles comme L'Île au Trésor, et plus récemment (2010-2011), la série L'Épervier, inspirée de la bande dessinée de Patrice Pellerin, dans laquelle le bateau joue le rôle de deux voiliers différents. Puis dans le film Cloud Atlas (2012), des sœurs Wachowski.
Il a participé, en 2005, aux célébrations du 200e anniversaire de la bataille de Trafalgar à Portsmouth.
L’Earl of Pembrobre participe généralement aux grands rassemblements de voiliers. Outre ses services pour le cinéma, il offre des stages de formation aux jeunes marins et des croisières avec ses cinq cabines passagers.
Les trois bateaux de la Square Sail Fleet étaient présents à Brest 2008.
En 2017, le bateau a servi de scène lors du Festival du chant de marin de Paimpol.